# マット・エリオット
マシュー・スティーヴン・エリオット（英語: Matthew Stephen Elliott、1968年11月1日 - ）は、スコットランドとイングランドの元サッカー選手、サッカー指導者。1998 FIFAワールドカップ・スコットランド代表。ポジションはDF。

## 来歴

### クラブ
レザーヘッドFC、エプソム・アンド・イーウェルFCでサッカーを始め、チャールトン・アスレティックFCでプロとなった。しかしフットボールリーグ1部に所属するチャールトン・アスレティックではトップチームに割って入る事が出来ず、翌年に4部のトーキー・ユナイテッドFCに移籍。4部で試合に出続けチームを昇格させた。1992年3月に4部のスカンソープ・ユナイテッドFCに期限付き移籍、その後完全移籍。1993年11月にフットボールリーグ・チャンピオンシップ所属のオックスフォード・ユナイテッドFCに完全移籍。
1997年初めにプレミアリーグのレスター・シティFCに160万ポンドで完全移籍。当時としては高額なこの移籍金額はオックスフォード・ユナイテッドにとっては史上最高額で、2016年にケマル・ルーフェが移籍するまで20年近く破られなかった。同年にレスター・シティはEFLカップを優勝した。その後は主力として活躍し、狐の尻尾とも称されたプレースタイルで、プレミアリーグでも有数の突破しにくいサイドを作り上げた。他方で規律の問題で物議を醸す事も多かったが、それでもマーティン・オニール、ピーター・テイラー両監督は彼を中心選手として扱っていた。
2000年のEFLカップでは準決勝で得点をあげて決勝進出に貢献した他 、決勝では2試合ともに得点を記録しタイトル獲得の立役者となった。
オニール監督が2000年7月にセルティックFCに移籍のため退任すると、ニール・レノンやスティーヴ・グッピーのように彼もまた愛弟子としてセルティックから移籍のオファーが350万ポンドで来たが、契約期間を2005年6月まで延長したために破談となった。UEFA主催試合では2000年9月28日に行われたUEFAカップ 2000-01・レッドスター・ベオグラード戦が最後の試合となった。
2004年にイプスウィッチ・タウンFCに期限付き移籍。その後レスターに復帰したものの、最後のシーズンは膝の怪我に悩まされ、出場も僅か3試合に止まり2005年1月を以て引退した。

### 代表
1997年11月12日に行われたフランス代表との親善試合で代表初出場。1998 FIFAワールドカップのメンバーに選ばれたが本戦での出場機会は無かった。2000年10月7日に行われたサンマリノ代表戦でヘディングゴールで代表唯一の得点を記録した。代表最後の試合は2001年10月6日のラトビア代表戦であった。

### 指導歴
2008年6月9日、トーキー・ユナイテッド時代のチームメイトであるディーン・エドワーズが監督を務めるヘドネスフォード・タウンFCのコーチに就任。しかしプレーオフ圏外に終わり退任した。
その後、2010年10月までGNGオードビー・タウンFCのコーチ、その後はスタッフォード・レンジャーズFCのアシスタントコーチを務めた。2011年1月11日に監督に昇格した。
2014年1月、タイ・プレミアリーグのアーミー・ユナイテッドFCの監督に就任。アーミー・ユナイテッドは彼が長く在籍したレスター・シティの提携クラブである。半年の在籍でレスター・シティに移籍する事となり6月で退任した。
2015年9月にデ・モントフォート大学の男女両方のチームの監督に就任した。

## 代表歴

### 出場大会
- スコットランド代表
  - 1998 FIFAワールドカップ

### 試合数
- 国際Aマッチ 18試合 1得点（1997年-2001年）[13]

| スコットランド代表 | 国際Aマッチ | 国際Aマッチ |
| 年                 | 出場        | 得点        |
| ------------------ | ----------- | ----------- |
| 1997               | 1           | 0           |
| 1998               | 4           | 0           |
| 1999               | 2           | 0           |
| 2000               | 6           | 1           |
| 2001               | 5           | 0           |
| 通算               | 18          | 1           |